# KwaNdebele
KwaNdebele era un dels antics bantustans en què es dividia l'antiga Sud-àfrica. Tenia una extensió de 3.224 km² i una població de 236.000 habitants. La capital era Siyabuswa; en 1986, fou traslladada a KwaMhlanga i la major part de la població pertanyia a la fracció ndebele.
El bantustan, que formava part del territori de Transvaal, fou projectat el 1959, com la resta de bantustans, però fins al 1971 no va rebre cap autogovern. La forta pressió internacional va impedir que li concedissin la independència. El primer ministre fou Simon Skosana. El 1994 fou integrat en la Província de Mpumalanga.